# Francophilie

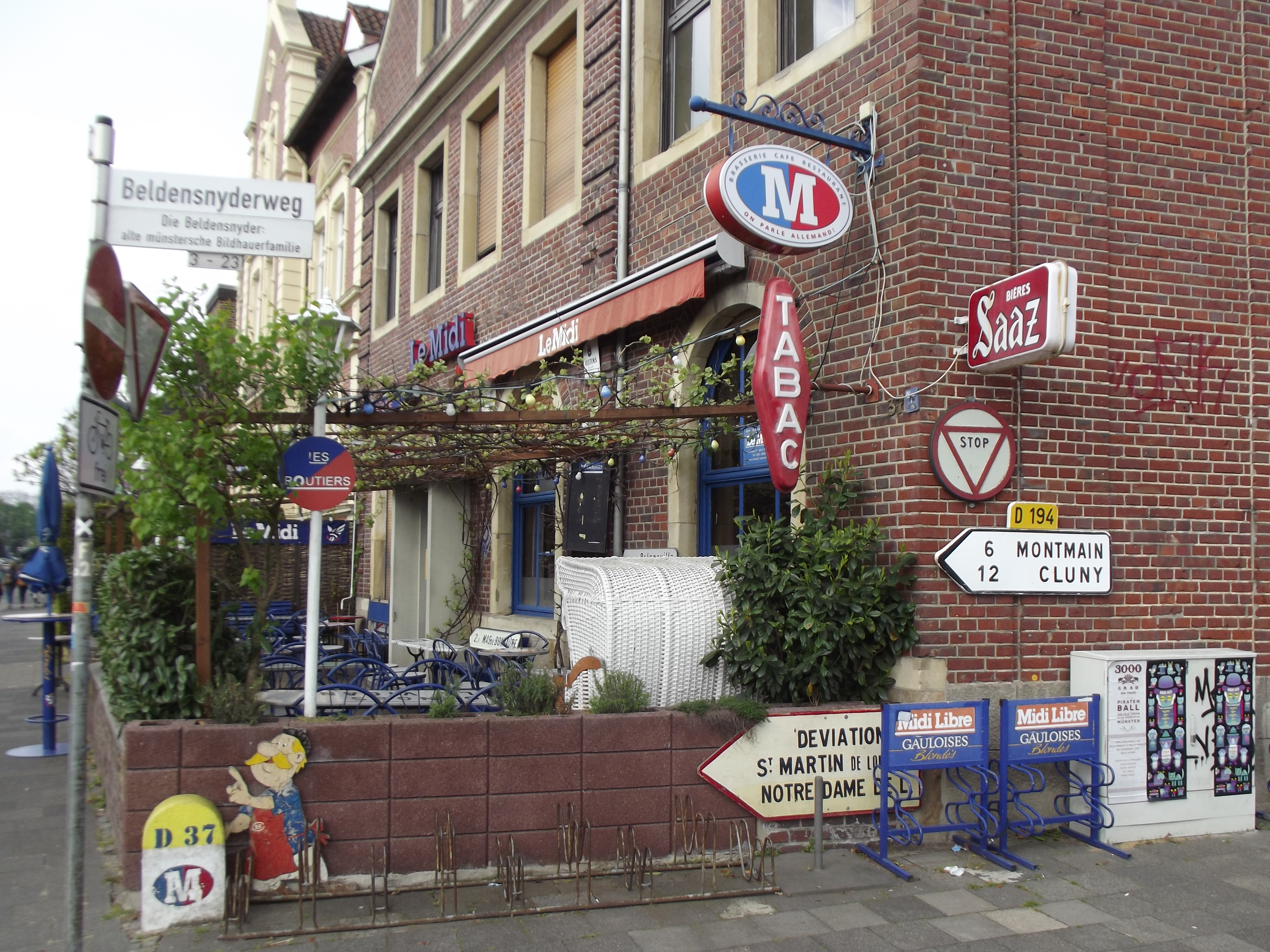
Restaurant francophile à Münster en Allemagne.

La francophilie (ou gallophilie) est, chez une personne étrangère à la nation française, son goût prononcé pour les aspects culturels et civilisationnels développés par la France.
Les personnes concernées sont qualifiées de « francophiles ». Son terme opposé est la francophobie ou la gallophobie.

## Par pays

### En Europe

#### Belgique
Le rattachisme ou réunionisme est un courant politique réclamant la réunion de la Wallonie et de Bruxelles (plus rarement de la Belgique entière) à la France. Ce mouvement, très minoritaire, a toujours existé dans l’État belge. Le Manifeste pour la culture wallonne de 1983, réactualisé en 2003, et une série de discussions témoignent toutefois d’une volonté d’émancipation par rapport à l’« Hexagone » tout en lui restant proche, une réflexion que Charles-Ferdinand Ramuz fut sans doute le premier à développer dans ce que l’on appelle aujourd’hui la Francophonie.

#### Espagne
Entre 1700 et le milieu du XXe siècle, la francophilie a joué un rôle majeur en Espagne, tant sur le plan culturel que politique, comparable à l'atlantisme-américanophilie apparu dans la seconde moitié du XXe siècle. La francophilie était étroitement liée à la fois à une appréciation culturelle de la civilisation française et à un désir de comprendre la France (ou une certaine interprétation de la France) comme un modèle politique. Souvent, des groupes rivaux en Espagne se sont affrontés sur leurs points de vue politiques, en utilisant des exemples, des positions, des décisions où des faits français différents comme arguments.
La francophilie en Espagne peut être documentée au moins depuis l'établissement de la monarchie des Bourbons en 1700, lorsque le modèle politique associé à Louis XIV, celui de la monarchie absolue catholique centralisée, a été développé sous le règne de son petit-fils, le roi Philippe V d'Espagne. Durant cette période, la France sert de modèle pour les réformes politiques et administratives de la monarchie, ainsi que comme inspiration culturelle et intellectuelle : la Real Academia, par exemple, est fondée sur le modèle de l'Académie française.
Au cours de la seconde moitié du XVIIIe siècle, les partisans espagnols des Lumières se sont inspirés des idées venues de France, ce qui leur a valu le nom d'« Afrancesado » (lit. « devenu français »). Ceux-ci cherchaient à refondre les institutions, la société et les cultures espagnoles sur des bases humanistes, rationalistes et constitutionnalistes, en s'inspirant fortement de l'exemple des philosophes français. Le terme a ensuite acquis une dimension politique après la Révolution française et le Premier Empire français de Napoléon Bonaparte, alors que les réformateurs cherchaient à mettre en œuvre leurs objectifs à travers deux modèles politiques rivaux : un libéralisme constitutionnel et un jacobinisme inspiré de la Première République française, donnant naissance à la Constitution de Cadix (1812) ou une monarchie des Lumières plus napoléonienne pendant l'occupation française de la péninsule ibérique et la Constitution de Bayonne (1808). Un troisième groupe, cherchant à restaurer la monarchie absolue sous Ferdinand VII, s'est également tourné vers la France contre-révolutionnaire pour y trouver leur inspiration et encouragement, culminant avec l'assistance militaire de Louis XVIII et des Cent Mille Fils de Saint Louis.
Au milieu du XIXe siècle, des francophiles tels que Javier de Burgos ont introduit des réformes administratives libérales de la monarchie espagnole restaurée, sur le modèle des réformes administratives françaises de Napoléon et de la monarchie de Juillet. Au cours du XIXe siècle, les mouvements politiques espagnols s'inspirent également fortement des idéologies populaires en France, comme le républicanisme, le radicalisme, le socialisme et l'anarchisme de gauche, ainsi que des idéologies de droite comme le libéralisme doctrinaire, le monarchisme constitutionnel, le bonapartisme et le carlisme.
Pendant la Deuxième République, la classe dirigeante du régime démocratique était en général fortement francophile et inspirée par le républicanisme français, avec l'attachement culturel et politique de personnalités telles que Manuel Azaña, Alejandro Lerroux ou Niceto Alcalà-Zamora, faisant de l'Espagne un proche allié diplomatique de la Troisième République française.
Les déceptions croissantes quant au soutien de la France et des démocrates républicains français et le sentiment de déclin politique et culturel français, pendant la période de la guerre civile espagnole, de la Seconde Guerre mondiale et du franquisme, ont entraîné un déclin général de la francophilie en Espagne. Par conséquent, à partir du milieu du XXe siècle, les élites espagnoles étaient généralement plus susceptibles d’exprimer un atlantisme politique et une américanophilie culturelle que de la francophilie.

#### Roumanie
Dans les principautés roumaines, les élites ont généralement été très francophiles dès le XVIIIe siècle. Leur francophilie a joué un rôle essentiel dans la renaissance culturelle roumaine. Les boyards et les riches marchands finançaient les études de nombreux jeunes Roumains en France et beaucoup de précepteurs, majordomes, gouvernantes, nourrices et cuisiniers des riches roumains et des princes phanariotes en étaient originaires, diffusant l’esprit des Lumières et l’idée de l’unité roumaine qui découle de la même philosophie que l’unité allemande et l’unité italienne.
L’effondrement de la dictature communiste en 1989 permit à la France de tenter de retrouver son influence prépondérante en Roumanie, avant même que cette dernière ne soit admise dans l’Union européenne en 2007. Mais ces efforts se heurtèrent à trois facteurs défavorables : générationnel, culturel et économique. Du point de vue générationnel, les anciennes élites francophiles roumaines sont précisément celles que le régime communiste a persécutées et décimées. Du point de vue culturel, la circulation désormais libre des informations et des idées entre les deux pays a ouvert aux Roumains l’espace médiatique francophone, où ils ont constaté que leur image était souvent connotée négativement : amalgames, clichés, phobies et préjugés y entremêlaient Dracula (mythe qui n’est d’ailleurs pas roumain), Antonescu (le « Pétain roumain », comme il se définissait lui-même), la Shoah (qui occulte l’histoire des Juifs en Roumanie, si ancienne et si riche), Ceaușescu et ses orphelinats ou encore l’émigration de certains Roms de Roumanie cherchant un sort meilleur en Occident,,,. Du point de vue économique, les investisseurs et les touristes anglophones et germanophones vinrent bien plus nombreux que les francophones, en partie parce qu’à travers le monde, l’anglais est désormais dominant. De ces trois facteurs, il découle une perte de vitesse du français face à l’anglais, à présent première langue universitaire, et l’atténuation de l’ancienne forte francophilie des Roumains.
L’influence française se fond aujourd’hui dans l’influence ouest-européenne, mais la Roumanie reste membre de l’Organisation internationale de la francophonie. Même si le français n'a jamais été, en tant que tel, une langue officielle en Roumanie, la francophilie des Roumains s’explique au XXIe siècle par l’attachement des Roumains aux valeurs européennes représentées et défendues par la France jusqu’alors. Si la francophilie est une tradition chez les Roumains, les valeurs n’ont pas circulé en sens unique : les Roumains ont beaucoup reçu, mais également beaucoup donné à la France. Des personnalités telles que Georges Enesco, Constantin Brancusi, Emil Cioran, Mircea Eliade, Eugène Ionesco ou Elie Wiesel (prix Nobel de la paix) permettent de jauger l’étendue de la contribution roumaine à la francophilie.

#### Russie, URSS
La gallomanie ou la francophilie des Russes remonte à l'époque impériale, avec son âge d'or sous le règne d'Élisabeth Ire et les premières années du règne de Catherine II. La langue française est à la mode, plusieurs aristocrates et nobles communiquent en français plus qu'en russe. Cette tendance sera critiquée par les conservateurs russes, et sera une des raisons majeures du clivage dans les milieux intellectuels russes divisés entre les slavophiles et les occidentalistes.
À l'époque soviétique, la France revêt un statut particulier : d'un côté, pays berceau des révolutions avec une forte implication populaire, d'un autre côté, pays bourgeois et capitaliste et donc ennemi des bolcheviks. Au cours des années 1940-1960, la presse joue un rôle important dans la création d'une image positive de l'hexagone, pays « idéologiquement proche de la Russie soviétique ». Cet intérêt pour la France sera ensuite renforcé par de nombreux échanges culturels franco-soviétiques, ainsi que par la circulation semi-légale des productions culturelles françaises (musique, films, etc.) La France, son histoire et ses personnalités seront souvent imitées par les Soviétiques dans la littérature, au théâtre et à l'écran. Cela s'appelait « jouer la vie française ». Cette francophilie perdure jusqu'à nos jours dans les sociétés postsoviétiques, quoique la plupart des références soviétiques soit méconnue des nouvelles générations. Cela n'empêche pas une appétence pour la culture et le savoir-vivre français.

### En Amérique

#### Québec
Les termes francophile et francophilie ont, au Québec, également le sens de « qui aime la langue française » et de « fait d'aimer la langue française »,. Les Québécois éprouvent en effet de la sympathie envers les Français, avec qui la plupart partagent des ancêtres communs. À l'inverse, une hostilité est parfois ressentie envers les Anglais qui ont conquis le Québec en 1759-1760.

## Prix de la Francophilie
Un Prix de la Francophilie est décerné par l'Institut du Prix de Francophilie. Il a été créé par Angelina Aïrapétoff. Le jury est composé de six personnalités :
- Maguelonne Toussaint-Samat (écrivain) ;
- Mehdi Charef (cinéaste, écrivain) ;
- Michel de Decker (historien, romancier) ;
- Jean-Philippe Aizier (poète) :
- Jean-Pierre Etchebeheïty (journaliste) ;
- Ange de Saint Mont (éditeur).

### Sources et bibliographie
- Stéphane Reznikow, Francophilie et identité tchèque (1848-1914), Honoré Champion, 2002, 754 p.  (ISBN 978-2745305961)
- Geneviève Joutard, Philippe Joutard, De la francophilie en Amérique: ces Américains qui aiment la France, Actes Sud, 2006, 287 p.  (ISBN 978-2742759965)
- Virginie Marie, Conception de la Francophonie/Francophilie en Moldavie: Représentations discursives et stéréotypes, Omniscriptum, 2015, 304 p.  (ISBN 978-6131506826)